# Plesenský potok
Plesenský potok (nazývaný také jako Plesénka) je pravostranným přítokem řeky Opavy. Pramení severně od Velké Polomi v okrese Ostrava-město v Moravskoslezském kraji.

## Další informace
Pramen Plesenského potoka vyvěrá z melioračního potrubí severně od Velké Polomi (u lokality Olšičky), kde také začíná údolí Plesenského potoka. Nedaleko od pramene jsou na toku potoka postaveny čtyři malé rybníky. Příroda níže pod pramenem je víceméně přirozeného divokého charakteru hustých křovin, mokřin a vzrostlých stromů. V lokalitě Březí (pod vrcholem Těškovice) je potok regulován v částečně betonovém korytě a je zde také vodojem.
Potok dále protéká osadou Nad Kobylím, teče kolem Dobroslavic, protéká Plesnou a pod vrcholem Hůra protéká krátce Porubou a pak v Martinově se vlévá zprava do řeky Opavy.
V údolí pod kopcem Hůra (nedaleko od soutoku Plesenského potoka a potoka Šibránek) byl nalezen souvek Pustkovecký bludný balvan.
V záhybech potoka jsou vytvořeny „hluboké“ tůně a v některých úsecích byl tok potoka částečně regulován.

## Galerie fotografií

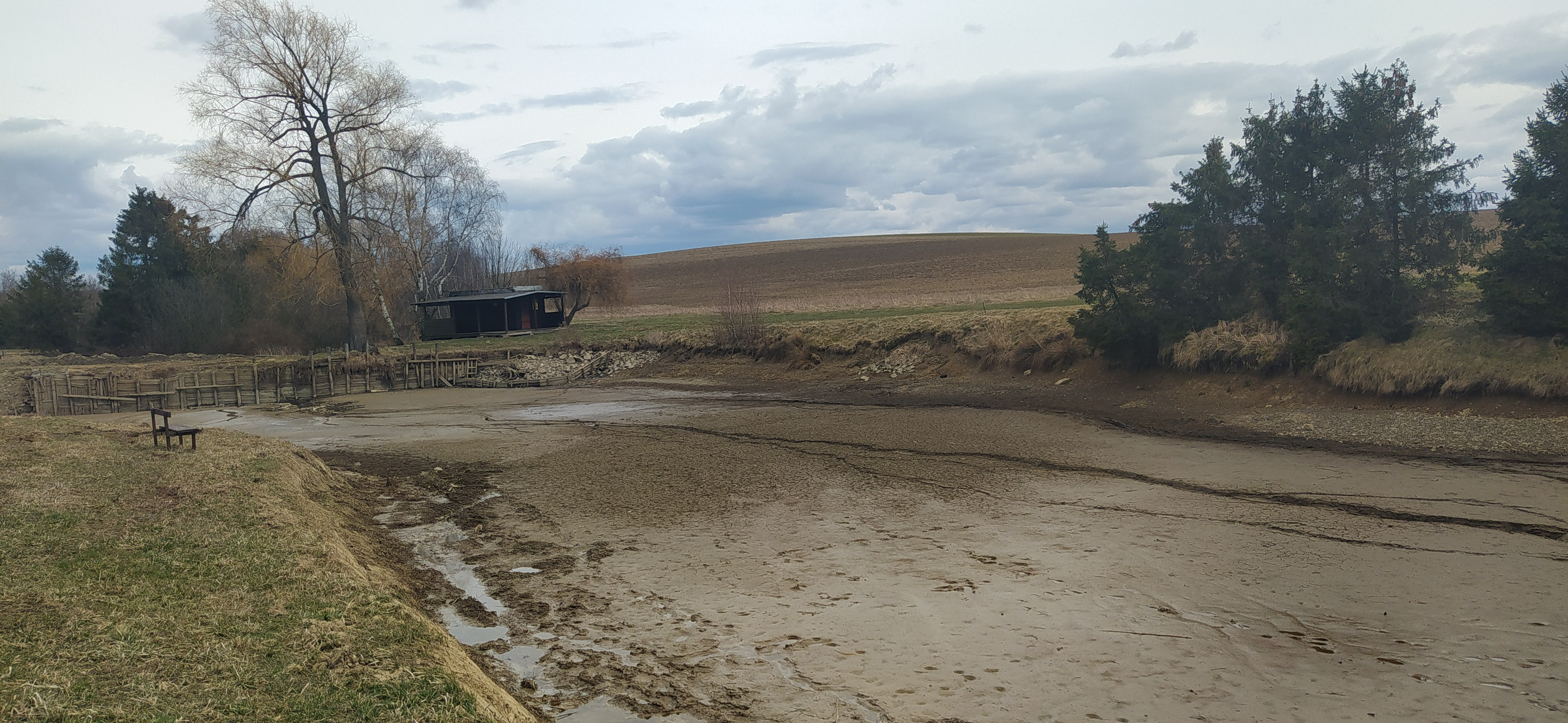
Plesenský potok, rybník pod pramenem
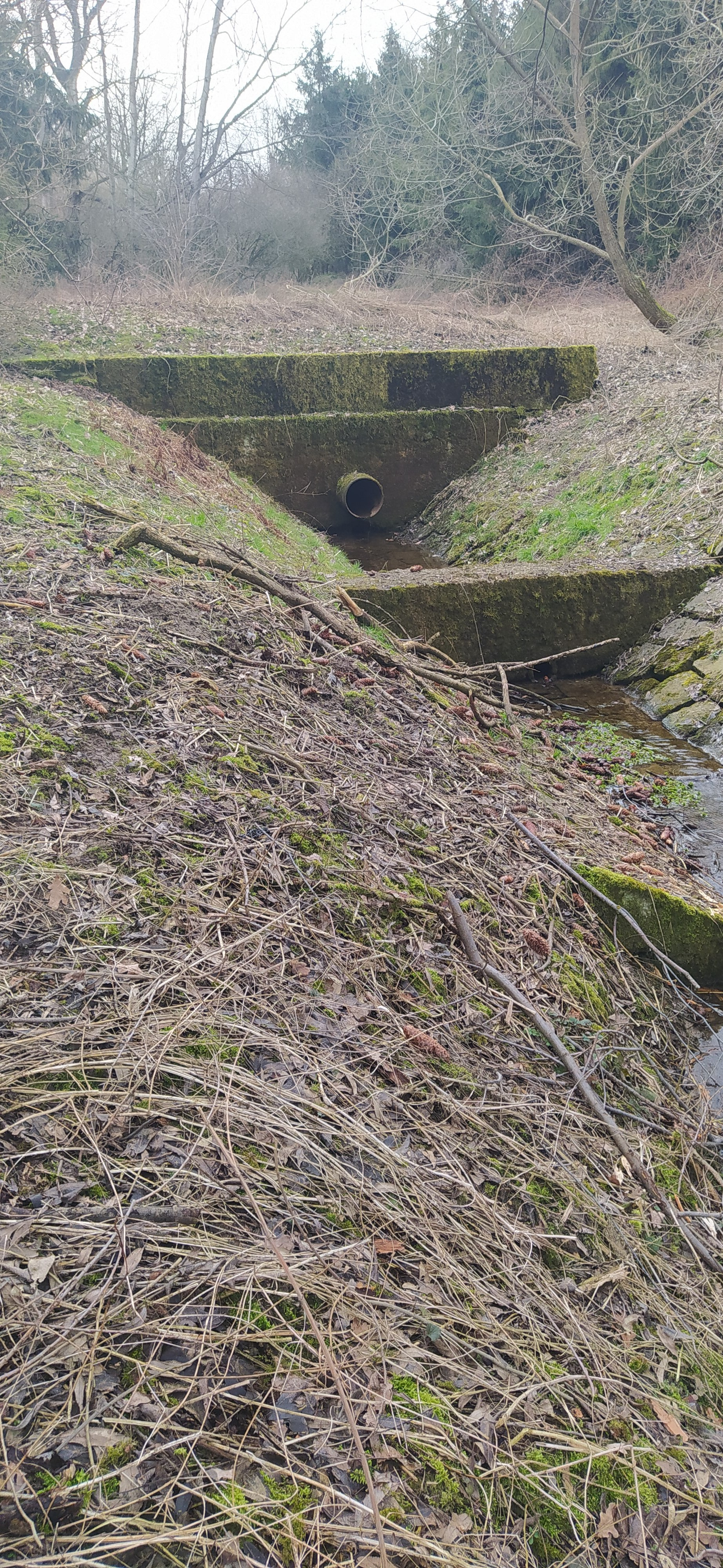
Plesenský potok, Březí, nedaleko od pramene
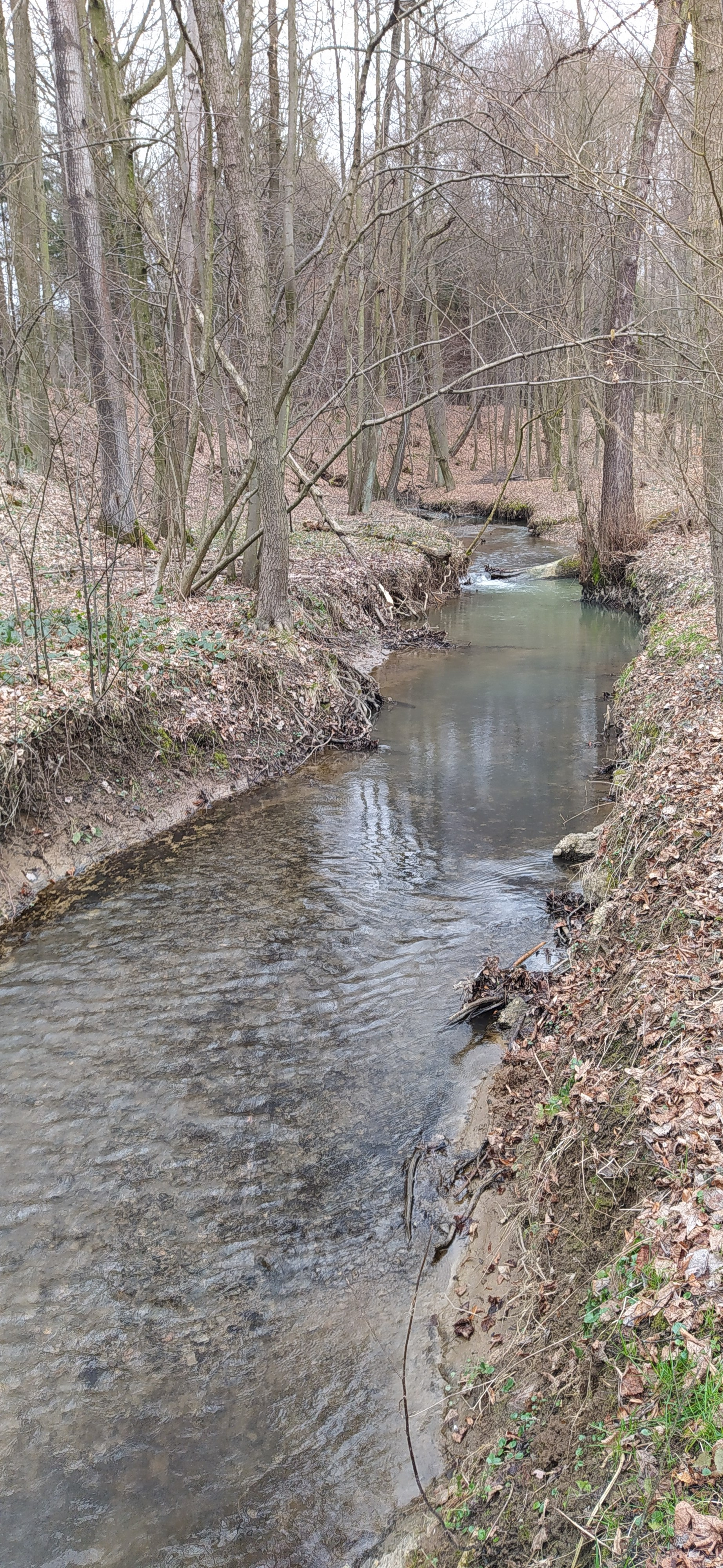
Plesenský potok pod Hůrou
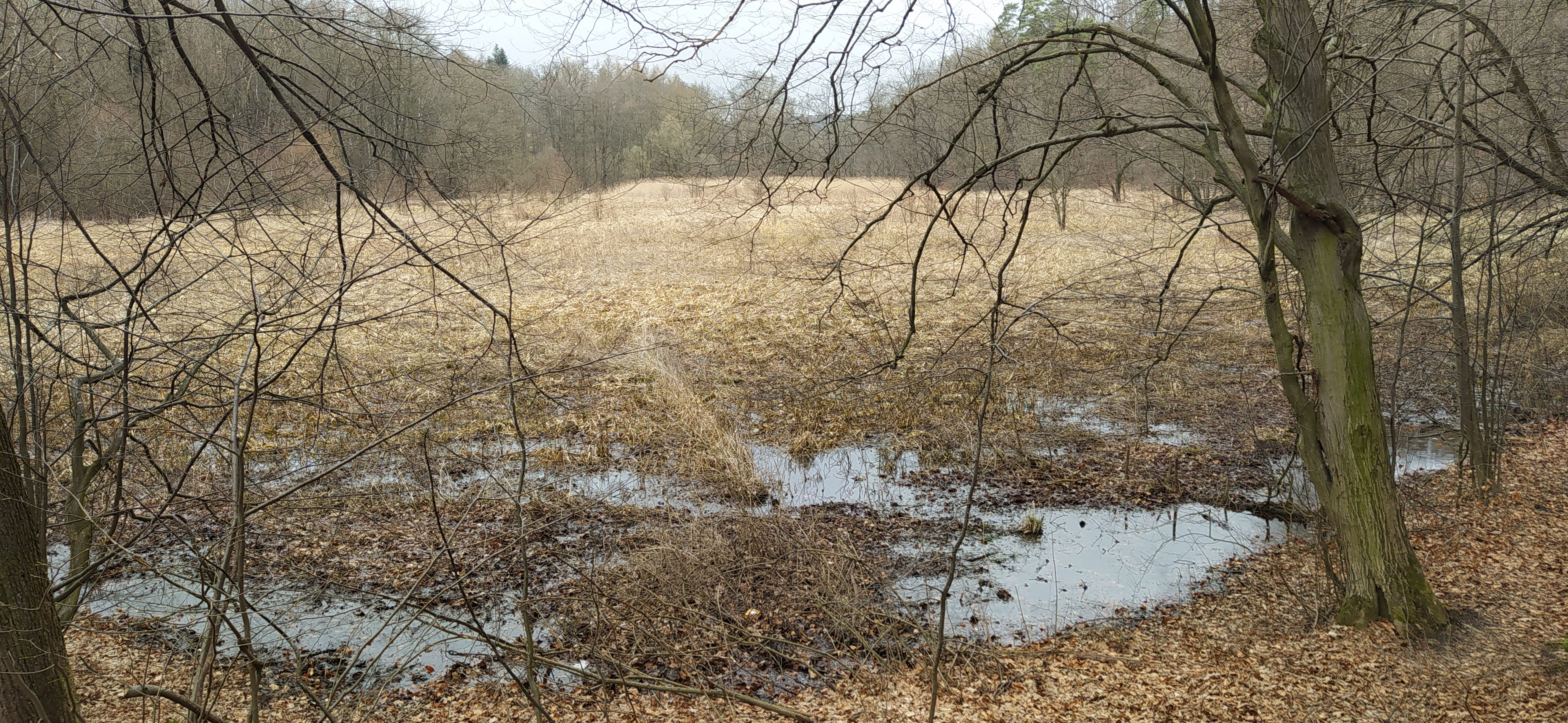
Údolí plesenského potoka, bývalý rybník (dnes mokřad) pod Hůrou.